# Andrographis hygrophiloides
Andrographis hygrophiloides är en akantusväxtart som först beskrevs av John Smith, och fick sitt nu gällande namn av Walter John Emil Kress och Defilipps. Andrographis hygrophiloides ingår i släktet Andrographis och familjen akantusväxter. Inga underarter finns listade i Catalogue of Life.